# Comitê Iugoslavo

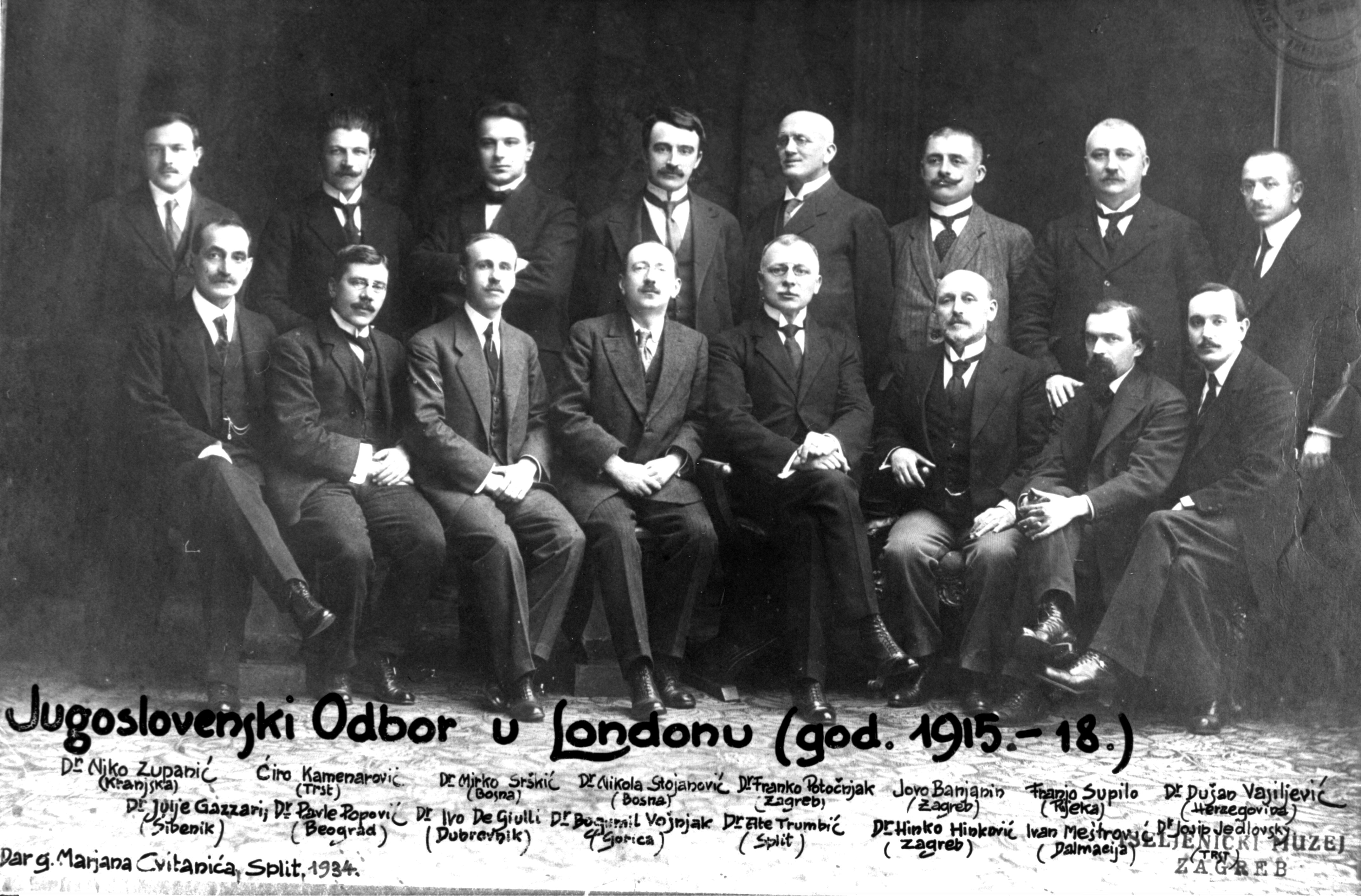
Comitê Iugoslavo em Paris, 1916

O Comitê Iugoslavo (em croata:  Jugoslavenski odbor, em esloveno:  Jugoslovanski odbor, em sérvio:  Југословенски одбор) foi um comitê ad hoc não eleito da época da Primeira Guerra Mundial, composto em grande parte por políticos e ativistas políticos emigrados croatas, eslovenos e sérvios da Bósnia, cujo objetivo era o descolamento das terras austro-húngaras habitadas pelos eslavos do sul e a unificação dessas terras com o Reino da Sérvia. O grupo foi formalmente estabelecido em 1915 e reuniu-se pela última vez em 1919, logo após a dissolução da Áustria-Hungria e o estabelecimento do Reino dos Sérvios, Croatas e Eslovenos (mais tarde renomeado Iugoslávia). O Comitê Iugoslavo foi liderado pelo advogado croata Ante Trumbić como presidente do comitê, e pelo político croata Frano Supilo como vice-presidente (até 1916).
Os membros do Comitê não estavam inteiramente de acordo sobre o método de unificação, o sistema de governo desejado ou a constituição do estado de união proposto. A maior parte dos membros do comité defendeu várias formas de Iugoslavismo – defendendo uma federação onde várias terras que constituem o novo estado preservariam um certo grau de autonomia, ou um estado centralizado. O comitê foi apoiado financeiramente por doações da diáspora croata e pelo governo do Reino da Sérvia liderado por Nikola Pašić. A Sérvia fez esforços para usar o Comitê Iugoslavo como instrumento de propaganda na prossecução das suas próprias políticas, incluindo a expansão territorial ou a criação de uma Grande Sérvia.
Representantes do Comitê Iugoslavo e do governo sérvio reuniram-se na ilha grega de Corfu em 1917. Lá eles discutiram a proposta de unificação dos eslavos do sul e produziram a Declaração de Corfu, delineando alguns elementos da futura constituição da união. Outras reuniões ocorreram no final da guerra em Genebra, em 1918. Essas discussões resultaram na Declaração de Genebra, determinando uma constituição confederal da união. A declaração foi repudiada pelo governo da Sérvia pouco depois. O Estado dos Eslovenos, Croatas e Sérvios, formado durante a dissolução da Áustria-Hungria, tratou o Comitê Iugoslavo como seu representante nos assuntos internacionais. No entanto, logo ficou sob pressão para se unificar com a Sérvia, e procedeu a fazê-lo de uma forma que ignorou as declarações anteriores. O Comitê deixou de existir pouco depois.

## Contexto
| - Cisleitânia (Império da Áustria): 1. Boêmia, 2. Bucovina, 3. Caríntia, 4. Carníola, 5. Dalmácia, 6. Galícia, 7. Küstenland, 8. Baixa Áustria, 9. Morávia, 10. Salzburgo, 11. Silésia, 12. Estíria, 13. Tirol, 14. Alta Áustria, 15. Vorarlberga; - Transleitânia (Reino da Hungria): 16. Hungria propriamente dita 17. Croácia-Eslavônia; 18. Condomínio da Bósnia e Herzegovina |

A ideia de unidade política eslava do sul antecede a criação da Iugoslávia em quase um século. Desenvolvido pela primeira vez na Croácia dos Habsburgos por um grupo de intelectuais croatas organizados como o movimento Ilírio no século XIX, o conceito desenvolveu-se através de diversas formas da unidade proposta.  Eles argumentaram que a história croata faz parte de uma história mais ampla dos eslavos do sul e que croatas, sérvios, bem como potencialmente eslovenos e búlgaros faziam parte de uma única nação "ilíria" (escolhendo o nome como uma referência neutra). O movimento começou como cultural, promovendo a identidade nacional croata e a integração de todas as províncias croatas dentro do Império Austríaco,  geralmente em referência aos reinos dos Habsburgos da Croácia, Eslavônia e Dalmácia, e uma parte ou toda a Bósnia otomana.  Um objetivo mais amplo era reunir todos os eslavos do sul ou Jugo-Slaveni  abreviadamente, em uma comunidade dentro ou fora do Império. As duas direções do movimento ficaram conhecidas como croatanismo e iugoslavismo , respectivamente, destinadas a combater a germanização e a magiarização. 
Temendo Drang nach Osten ("dirigir para o leste"), os ilírios acreditavam que a germanização e a magiarização só poderiam ser resistidas através da unidade com outros eslavos, especialmente os sérvios. Eles defenderam a unificação da Croácia, Eslavônia e Dalmácia à medida que o Reino Trino se expandia para incluir outros eslavos do sul na Áustria (ou Áustria-Hungria após o Compromisso de 1867) antes de se juntarem a outras entidades políticas eslavas do sul em uma federação ou confederação.  A proposta de consolidação de terras croatas ou eslavas do sul definidas de várias maneiras levou a propostas de julgamento na Áustria-Hungria, acomodando um sistema político sul-eslavo com uma posição igual ao Reino da Hungria.  À medida que a vizinha Sérvia alcançou a independência através do Tratado de Berlim de 1878, a ideia jugoslava tornou-se irrelevante no país. Antes da Primeira Guerra Balcânica de 1912, a Sérvia era monoétnica e o nacionalismo sérvio procurava incluir (aqueles considerados) sérvios no estado. Retratou o trabalho dos bispos Josip Juraj Strossmayer e Franjo Rački como um esquema para estabelecer a Grande Croácia.  Houve pressão para expandir a Sérvia por parte de um grupo de oficiais do Exército Real Sérvio conhecido como Mão Negra. Eles realizaram o golpe de maio de 1903, instalando a Dinastia Karađorđević no poder e depois organizaram ações nacionalistas em "províncias sérvias não redimidas" especificadas como Bósnia, Herzegovina, Montenegro, Velha Sérvia (ou seja, Kosovo), Macedônia, Croácia Central, Eslavônia, Síria, Voivodina, e Dalmácia.  Isto ecoou o Načertanije de Garašanin de 1844 – um tratado que antecipa o colapso do Império Otomano, apelando ao estabelecimento da Grande Sérvia para impedir a expansão russa ou austríaca nos Balcãs e unificar todos os sérvios num único estado. 
Nas primeiras duas décadas do século XX, vários programas nacionais croatas, sérvios e eslovenos adoptaram o iugoslavismo em formas diferentes, conflituantes ou mutuamente exclusivas. O iugoslavismo tornou-se uma ideia central para o estabelecimento de uma união política eslava do sul. A maioria dos sérvios equiparou a ideia a uma Grande Sérvia com um nome diferente ou a um veículo para reunir todos os sérvios num único estado. Para muitos croatas e eslovenos, o iugoslavismo protegeu-os contra os desafios austríacos e húngaros à preservação das suas identidades croata e eslovena e da sua autonomia política. 

## Prelúdio

### Reunião de Florença

Alianças militares na Europa em 1914
Tríplice Entente
Tríplice Aliança

Em outubro de 1914, o primeiro-ministro sérvio Nikola Pašić soube que os britânicos estavam a considerar expandir a aliança contra as Potências Centrais, incitando a Hungria a se separar da Áustria-Hungria e induzindo o Reino da Itália a abandonar a sua neutralidade - para que ambos pudessem juntar-se às Potências da Entente. Pašić descobriu que os britânicos consideraram garantir o acesso húngaro ao Mar Adriático através do porto de Rijeka e o acesso terrestre a Rijeka em solo croata, bem como resolver a Questão Adriática de forma satisfatória para a Itália. Pašić pensava que esses desenvolvimentos, juntamente com uma potencial aliança britânico-romena, poriam em risco o objectivo sérvio de obter acesso ao Adriático e ameaçariam a própria Sérvia. 
Em resposta, Pašić dirigiu aos membros sérvios da Bósnia da Dieta Austro-Húngara da Bósnia Nikola Stojanović e Dušan Vasiljević para contatar os políticos e advogados croatas emigrados Ante Trumbić e Julije Gazzari com o objetivo de estabelecer um órgão que cooperasse com o governo da Sérvia na unificação dos eslavos do sul em um estado criado através da expansão da Sérvia. A política seria definida inteiramente pela Sérvia, enquanto o órgão proposto realizaria atividades de propaganda.  Os quatro se encontraram em Florença em 22 de novembro de 1914.  Em janeiro de 1915, Frano Supilo, que já foi uma figura importante na Coalizão Croata-Sérvia, o partido político governante do reino austro-húngaro da Croácia-Eslavônia,  reuniu-se com o secretário de Relações Exteriores britânico, Sir Edward Gray, e o primeiro-ministro. Herbert Henry Asquith fornecendo-lhes o manifesto do nascente Comitê Iugoslavo e discutindo com eles os benefícios da unificação eslava do sul.  O manifesto foi de coautoria de Supilo e do ativista político e historiador britânico Robert Seton-Watson. 

### Declaração de Niš

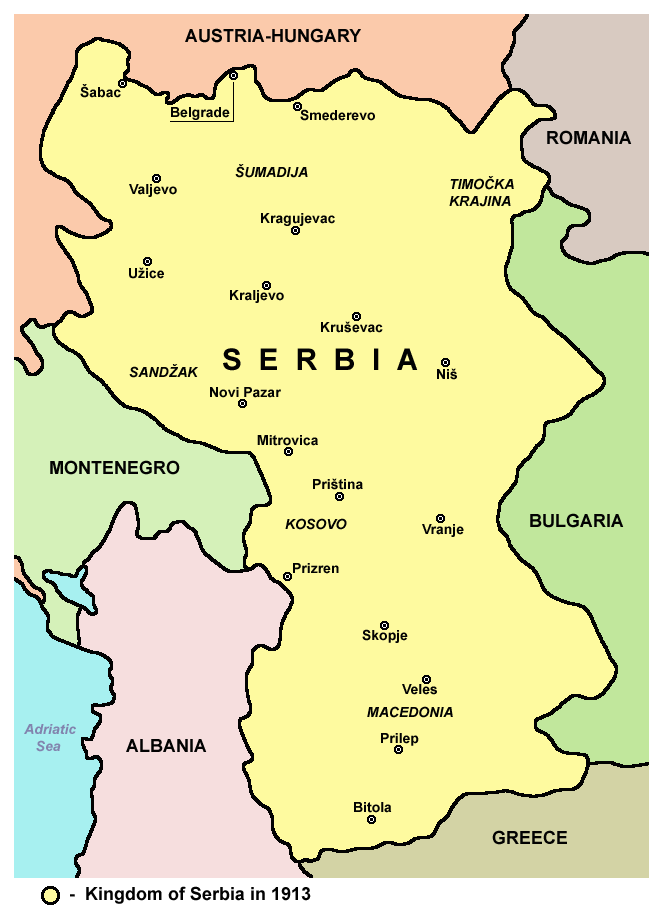
Mapa do Reino da Sérvia antes da Primeira Guerra Mundial

A liderança sérvia considerou a Primeira Guerra Mundial uma oportunidade de expansão territorial para além das áreas habitadas pelos sérvios dos Balcãs. Um comitê encarregado de determinar os objetivos de guerra do país produziu um programa para estabelecer um único estado sul-eslavo através da adição da Croácia-Eslavônia, das Terras Eslovenas, da Voivodina, da Bósnia e Herzegovina e da Dalmácia.  Pašić considerou que o processo deveria ser implementado através da adição de novos territórios à Sérvia.  Em 7 de dezembro, a Sérvia anunciou os seus objetivos de guerra na Declaração de Niš.  A declaração apelava à luta para libertar e unificar "irmãos não libertados",  "três tribos de um povo" - referindo-se aos sérvios, aos croatas e aos eslovenos.  Esta formulação foi adotada em vez do objetivo explícito de expansão territorial como forma de atrair o apoio dos eslavos do sul que viviam na Áustria-Hungria. O governo sérvio foi motivado a apelar aos companheiros eslavos do sul, pois temia que pouco apoio material viesse dos aliados das potências da Entente, pois ficou claro que a guerra não seria curta.  Assim, a Sérvia assumiu o papel central na construção do Estado da futura política eslava do Sul, com o apoio das principais potências da Entente. 
Supilo inicialmente presumiu que a Declaração de Niš significava que a Sérvia apoiava totalmente as suas ideias sobre o modo de unificação. Ele foi convencido do contrário pelo ministro das Relações Exteriores russo, Sergey Sazonov. Ele informou a Supilo que a Rússia apenas apoiava a criação da Grande Sérvia.  Como resultado, Supilo e Trumbić não confiavam em Pašić e consideravam-no um defensor da hegemonia sérvia.  Apesar da desconfiança, Supilo e Trumbić queriam trabalhar com Pašić com o objectivo da unificação sul-eslava. Pašić ofereceu-lhes para trabalharem no sentido do estabelecimento de um estado servo-croata onde os croatas receberiam algumas concessões - que eles recusaram.  Trumbić estava convencido de que a liderança sérvia pensava na unificação como uma conquista de territórios para a Sérvia. 
Trumbić e Supilo encontraram outra razão para não confiar em Pašić quando Pašić despachou enviados para abordar a oposição de Sazonov à adição de eslavos do sul católicos romanos à proposta união eslava do sul. Os enviados redigiram um memorando afirmando que os croatas habitam apenas o norte da Croácia Central e que as regiões da Eslavônia, Krbava, Lika, Bačka e Banat deveriam ser adicionadas à Sérvia (bem como a anteriormente reivindicada Dalmácia e Bósnia e Herzegovina).  Trumbić e Supilo convenceram-se de que, devido à política do governo da Sérvia, a unificação proposta seria percebida como uma conquista sérvia nas áreas habitadas pelos croatas da Áustria-Hungria, em vez de uma libertação. Decidiram proceder com cautela, reunir apoio político no exterior e abster-se de estabelecer o Comité Jugoslavo até que a entrada italiana na guerra se tornasse certa. 

### Tratado de Londres

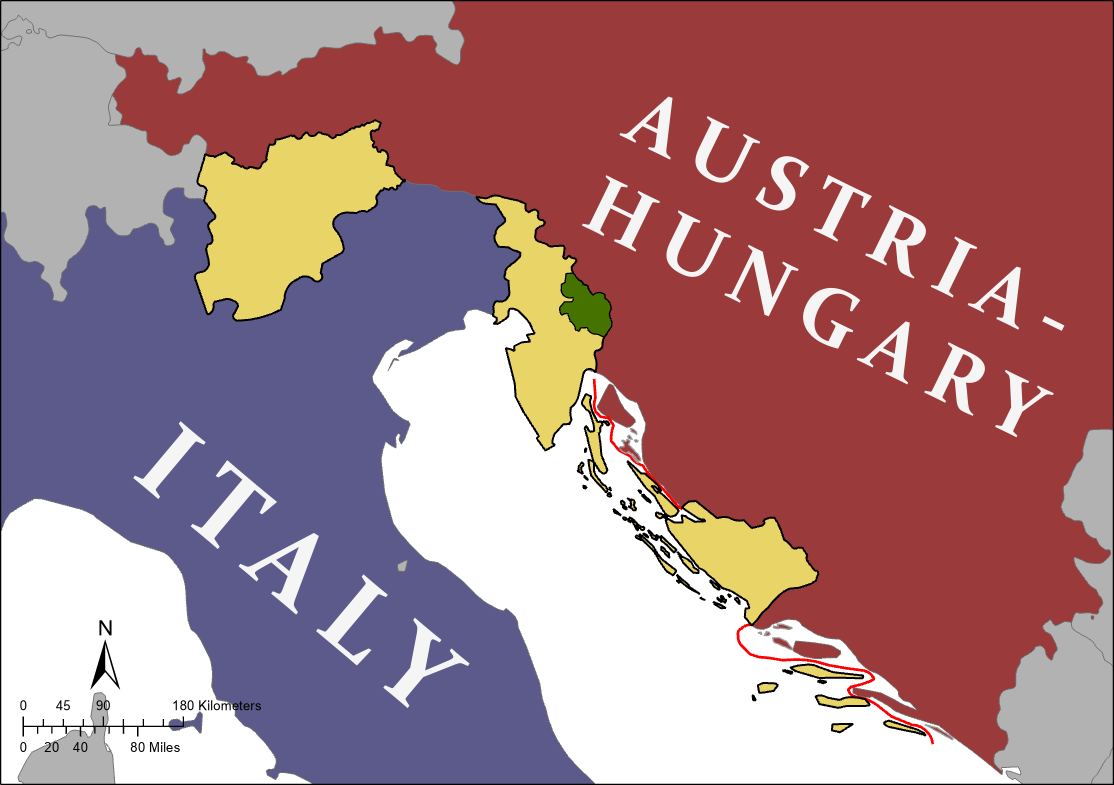
Territórios prometidos à Itália pela Entente no Tirol do Sul, no litoral austríaco e na Dalmácia (tan), e na área do planalto de Snežnik (verde).

As potências da Entente acabaram por garantir a aliança com a Itália, oferecendo-lhe grandes áreas da Áustria-Hungria habitadas por eslavos do sul, em grande parte croatas e eslovenos, ao longo da costa oriental do Mar Adriático. A oferta, formalizada como Tratado de Londres de 1915, fez com que Trumbić e Supilo reconsiderassem as suas críticas às políticas sérvias. Isto porque viam o potencial sucesso da guerra sérvia contra a Áustria-Hungria como a única salvaguarda realista contra a expansão italiana nas terras habitadas pela Eslovénia e pelos croatas. Além disso, Supilo estava convencido de que, se o Tratado de Londres fosse implementado, a Croácia seria dividida entre a Itália, a Sérvia e a Hungria. 
A questão tornou-se intimamente relacionada com os esforços contemporâneos para obter uma aliança com a Bulgária, ou pelo menos garantir a sua neutralidade,  em troca de ganhos territoriais contra a Sérvia. Como compensação, foram prometidos à Sérvia territórios que na altura faziam parte da Áustria-Hungria – especificamente a Bósnia e Herzegovina e uma saída para o Mar Adriático, na Dalmácia. Independentemente da compensação prometida, Pašić mostrou-se relutante em aceder a todas as exigências territoriais búlgaras, especialmente antes de a Sérvia ganhar o novo território.  Nomeadamente, Supilo obteve o apoio britânico para plebiscitos na Bósnia e Herzegovina e na Dalmácia, onde as terras decidiriam o seu destino em vez de garantias de expansão territorial da Sérvia para oeste.  Crucialmente, a Sérvia recebeu apoio russo para rejeitar a proposta de troca de terras. 

## Estabelecimento

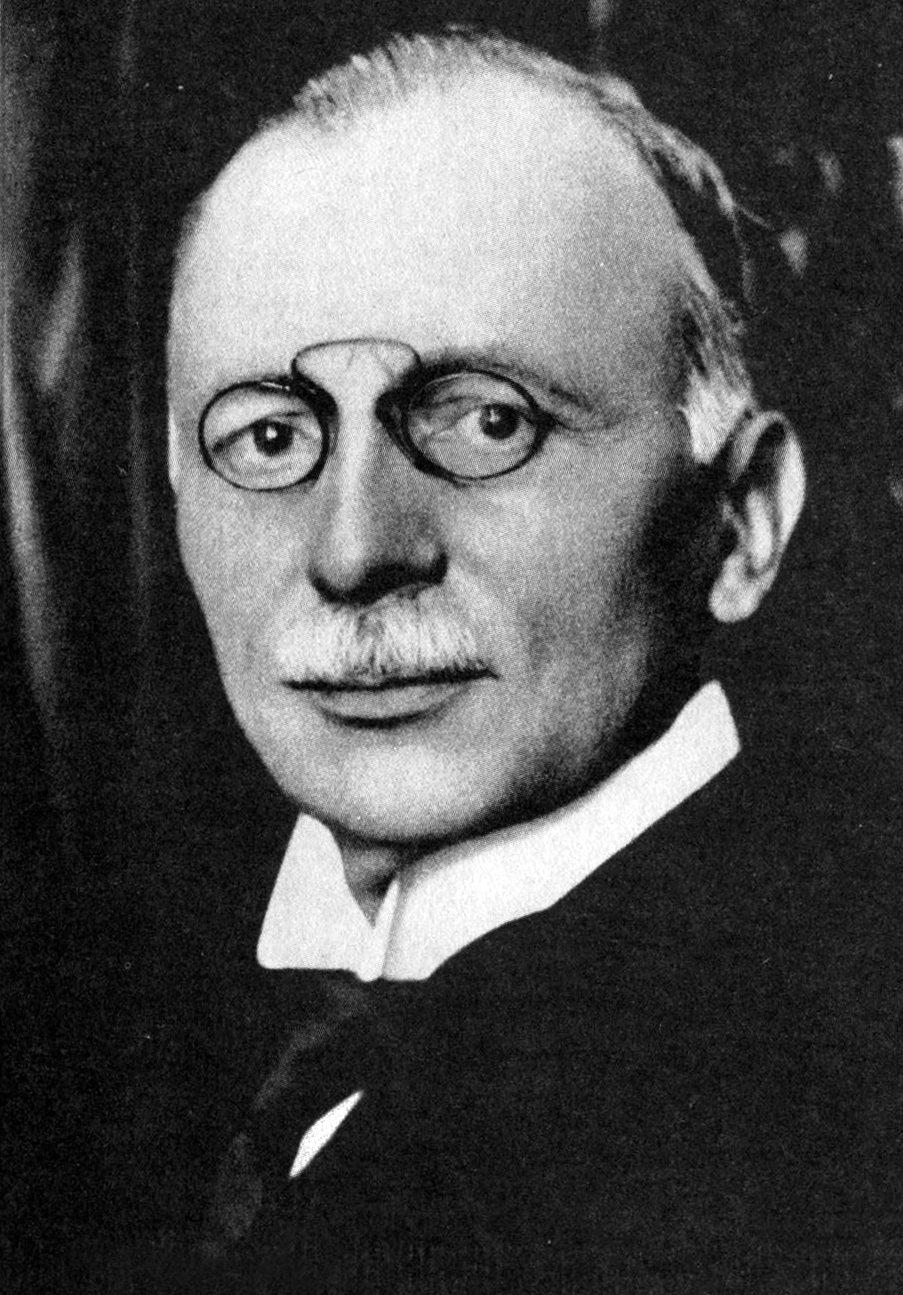
Ante Trumbić liderou o Comitê Iugoslavo na preparação para a criação da Iugoslávia

O Comitê Iugoslavo foi formalmente fundado no Hôtel Madison parisiense em 30 de abril  1915, poucos dias após a assinatura do Acordo de Londres, garantindo a entrada italiana na Primeira Guerra Mundial  O comitê designou Londres como sua sede. Foi um grupo ad hoc não eleito de políticos e activistas anti-Habsburgos que fugiu da Áustria-Hungria quando eclodiu a Primeira Guerra Mundial. O trabalho do comitê foi amplamente financiado pela diáspora croata,  incluindo o irmão de Gazzari, o industrial chileno croata Remigio.  Pelo menos uma parte dos custos foi coberta pelo governo da Sérvia. 
Trumbić tornou-se o presidente do Comitê Iugoslavo e Supilo seu vice-presidente. Outros membros eram membros croatas do Sabor, nomeadamente o escultor Ivan Meštrović, Hinko Hinković, Jovan Banjanin, e Franko Potočnjak; Dinko Trinajstić, membro da Dieta da Ístria; Membros da Dieta da Bósnia Stojanović e Vasiljević; Membros do Conselho Imperial Gustav Gregorin, Milan Marjanović, o historiador literário Pavle Popović, o etnólogo Niko Županič, o jurista Bogumil Vošnjak, Miće Mičić e Gazzari.  Posteriormente, os membros também incluíram Milan Srškić,  Ante Biankini, Mihajlo Pupin, Lujo Bakotić, Ivan De Giulli, Niko Gršković, Josip Jedlowski e Josip Mandić. Apoiadores não-membros proeminentes foram Rikard Katalinić Jeretov e Josip Marohnić, sendo este último o presidente da União Fraternal Croata Norte-Americana que arrecadou dinheiro para o Comitê Iugoslavo.  O escritório central do comitê em Londres era liderado por Hinković e Jedlowski. Algumas fontes indicam que Jedlowski usou o título de secretário do comitê, embora pareça que o cargo era administrativo e não implicava nenhuma autoridade específica. 
Os membros do Comitê Iugoslavo acreditavam que a questão croata só poderia ser resolvida através da abolição da Áustria-Hungria e da unificação com a Sérvia.  Trumbić e Supilo foram proponentes de uma unificação política dos eslavos do sul num único Estado-nação através da realização das ideias jugoslavas. Eles acreditavam que os eslavos do sul eram um só povo, com direito a uma pátria nacional através do princípio da autodeterminação e defendiam a unificação baseada na igualdade.  Ele defendeu o estabelecimento de um estado federal em que as Terras Eslovenas, a Croácia (consistindo na Croácia-Eslavônia e Dalmácia antes da guerra), a Bósnia e Herzegovina, a Sérvia (expandida para incluir a Voivodina) e Montenegro seriam cinco elementos constituintes.  Os membros croatas do Comité Jugoslavo (excepto Hinković) pensaram que as unidades federais garantiriam a preservação das tradições históricas, jurídicas e culturais de partes individuais do novo estado.  Supilo propôs que o novo país se chamasse Iugoslávia para evitar a imposição do nome sérvio em áreas do novo país fora da Sérvia antes da guerra. Ele sugeriu ainda que a Croácia deveria receber alguma proteção contra qualquer futuro domínio sérvio, sugerindo que Zagreb poderia ser mais adequada como capital do novo país. O Comitê Iugoslavo considerou que a unificação deveria ser o resultado de um acordo entre ele e o governo sérvio. 
O Comitê Iugoslavo atraiu apoio na Grã-Bretanha, especialmente de Seton-Watson, do jornalista e historiador Wickham Steed, e do arqueólogo Arthur Evans. No entanto, as Potências da Entente não consideraram inicialmente a dissolução da Áustria-Hungria um objectivo de guerra e não apoiaram o trabalho do comité cujos objectivos minavam a integridade territorial da Áustria-Hungria.  O Comité Jugoslavo trabalhou para ser reconhecido pelas Potências da Entente como o representante legal dos eslavos do sul que viviam na Áustria-Hungria, mas Pašić continuou a impedir qualquer reconhecimento formal.  Outro ponto de atrito entre Supilo e Trumbić, por um lado, e Pašić, por outro, foi a exigência do embaixador sérvio na Grã-Bretanha, pedindo ao Comitê Iugoslavo que omitisse a menção da Dalmácia como parte da Croácia desde tempos imemoriais, porque poderia comprometer as reivindicações territoriais sérvias. Supilo e Trumbić ficaram surpresos, mas obedeceram, acreditando que, de outra forma, a Croácia ficaria indefesa contra as reivindicações italianas. 

## Renúncia de Supilo

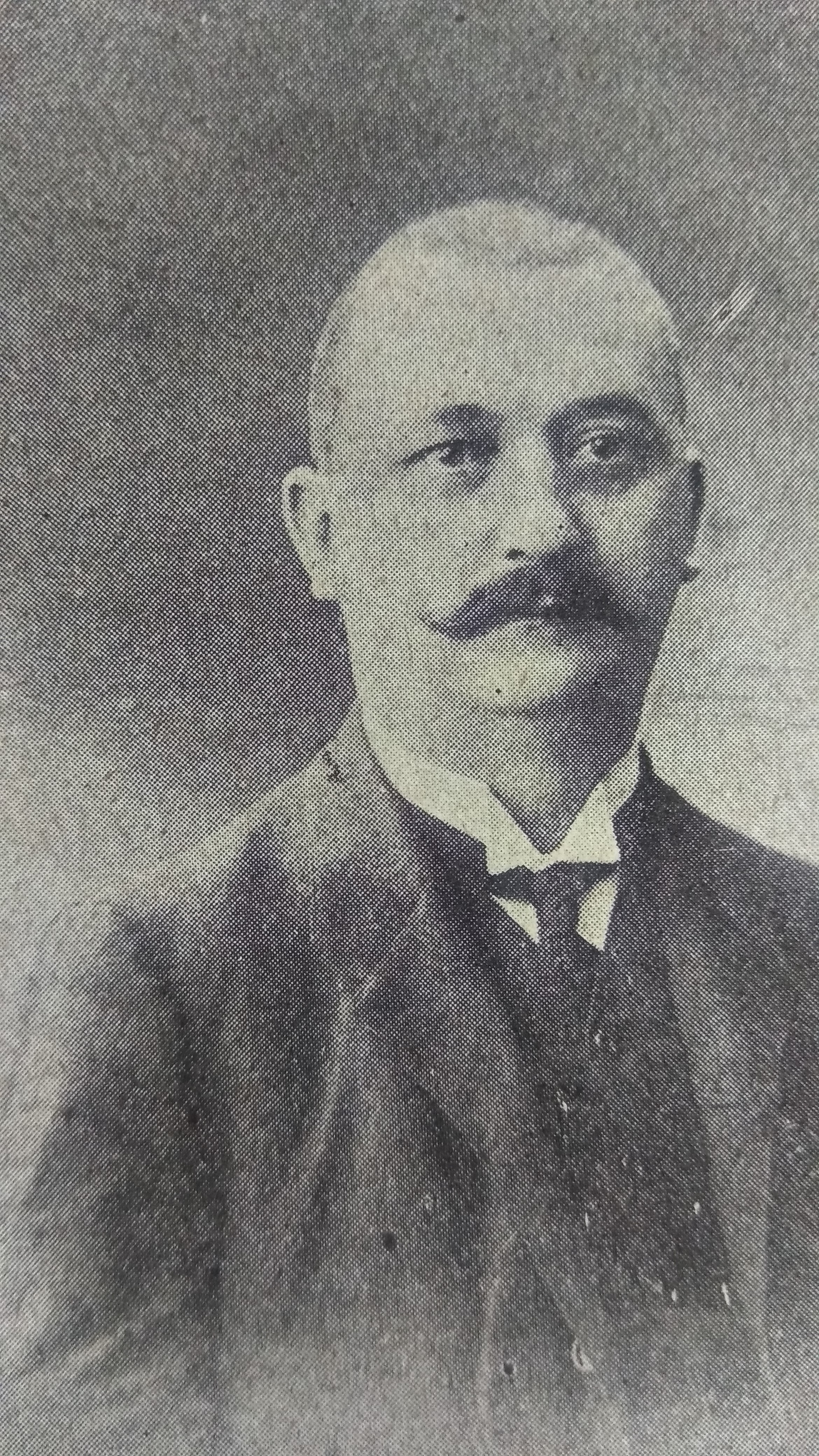
Frano Supilo co-fundou o Comitê Iugoslavo com Ante Trumbić

Supilo pensava que o Comitê Iugoslavo tinha que enfrentar não apenas a invasão italiana e húngara nas terras habitadas pelos eslavos do sul, mas também os projetos expansionistas da Grande Sérvia perseguidos por Pašić. Embora a maior parte do comitê concordasse com Supilo, eles preferiram não confrontar abertamente a Sérvia até que as terras eslavas do sul estivessem a salvo da ameaça italiana e húngara.  Após a derrota militar sérvia na campanha sérvia de 1915, Supilo, Gazzari e Trinajstić concluíram que os membros sérvios do Comitê Iugoslavo sustentavam que a unificação proposta deveria abranger principalmente os sérvios étnicos em um estado centralizado. Eles não viam necessidade do sistema federal porque consideravam que as diferenças entre sérvios, croatas e eslovenos eram resultados artificiais do domínio austríaco. Supilo protestou, informando ao Comitê Iugoslavo que enviou um memorando a Gray propondo o estabelecimento de um estado croata independente, a menos que a Sérvia concordasse em tratar croatas e eslovenos como iguais aos sérvios. A sua principal reclamação a este respeito foi que a Croácia e outros territórios austro-húngaros são considerados como uma compensação à Sérvia pela perda da Macedônia e pelas concessões no Banato, em vez de parceiros iguais. Os membros sérvios e eslovenos do comité acusaram Supilo e os seus aliados de separatismo e de favorecerem os interesses croatas em detrimento dos eslovenos. 
Trumbić acreditava que a unificação deveria ser perseguida a todo custo enquanto a Áustria-Hungria fosse destruída. Em março de 1916, Trumbić rejeitou a ideia de Supilo de estabelecer o Comitê Croata, temendo conflito com o governo sérvio e enfraquecendo a posição contra a Itália. No início de maio de 1916, Pašić declarou que a Sérvia reconhecia o domínio italiano no Adriático, fazendo com que Gazzari, Trinajstić e Meštrović solicitassem uma reunião do comitê onde Vasiljević e Stojanović mais uma vez atacaram Supilo por sua oposição à política do governo sérvio. Finalmente, Supilo deixou o Comitê Iugoslavo em 5 de junho de 1916.  Acreditando que a abordagem seletiva estava errada e que os problemas deveriam ser resolvidos imediatamente e abertamente, Supilo abandonou o iugoslavismo integral e instou, sem sucesso, os membros croatas do Comitê Iugoslavo a renunciarem e se juntarem a ele na busca pela independência da Croácia, uma vez que a Sérvia priorizava a união étnica dos sérvios. Ele esperava obter o apoio italiano para a ideia, uma vez que a Itália estava descontente com a potencial unificação dos eslavos do sul perto das suas fronteiras e, assim, pressionar Pašić a ceder às suas exigências. 
As relações entre o Comitê Iugoslavo e a Sérvia não melhoraram após a saída de Supilo. Uma nova questão controversa foi a denominação das unidades voluntárias constituídas por prisioneiros de guerra eslavos do sul originários da Áustria-Hungria estabelecidas em Odessa. Embora o Comitê Iugoslavo quisesse que a força se chamasse Iugoslava, Pašić conseguiu com sucesso, por meio da missão diplomática sérvia na Rússia, que a unidade fosse chamada de Primeira Divisão de Voluntários Sérvios e comandada por oficiais do Exército Real Sérvio enviados à Rússia para a tarefa. Embora os comprometidos esperassem que a força ajudasse a promover a identidade iugoslava comum, o iugoslavismo foi ativamente reprimido pelos oficiais sob instruções dadas por Pašić.  Como resultado, 12.735 voluntários entre 33.000 deixaram a força em protesto contra a política sérvia. Além disso, o recrutamento de voluntários abrandou significativamente. 

## Declaração de Corfu

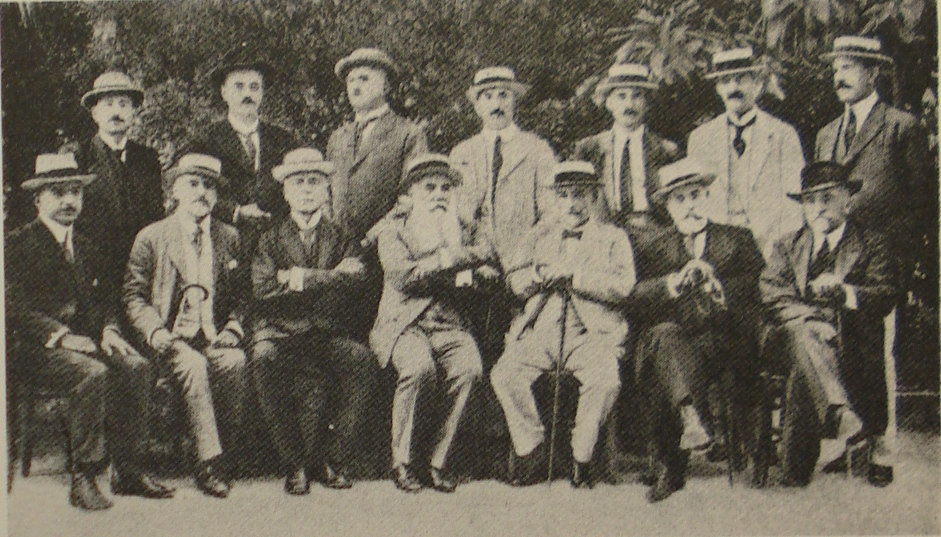
Participantes das conversações de junho a julho de 1917 que resultaram na adoção da Declaração de Corfu

A posição sérvia foi enfraquecida após a perda do apoio russo após a Revolução de Fevereiro,  e também porque o presidente dos Estados Unidos, Woodrow Wilson, recusou-se a honrar acordos secretos que prometiam recompensas territoriais.  Ao mesmo tempo, as potências da Entente ainda procuravam formas de alcançar uma paz separada com a Áustria-Hungria e isolar o Império Alemão na guerra.  Além disso, os deputados eslavos do sul no Conselho Imperial Austro-Húngaro em Viena apresentaram a Declaração de Maio propondo a introdução do experimentalismo na Áustria-Hungria, permitindo aos eslavos do sul unirem-se num único sistema político dentro da monarquia.  Finalmente, a França e a Grã-Bretanha pareciam apoiar os esforços do novo imperador austro-húngaro Carlos para reestruturar o império e procurar a paz.  Isto representou um problema para o governo sérvio exilado na ilha grega de Corfu. Aumentou o risco de uma solução experimental para os Eslavos do Sul dos Habsburgos se o tratado de paz separado se materializasse, impedindo o cumprimento dos objectivos de guerra sérvios. 
Pašić sentiu que tinha de chegar a um acordo com o Comitê Iugoslavo para fortalecer a posição sérvia com as potências da Entente, ao mesmo tempo que combatia os interesses italianos nos Balcãs. Trumbić e Pašić reuniram-se na ilha grega de Corfu, onde o governo sérvio estava exilado desde a derrota militar.  O Comitê Iugoslavo foi representado na conferência por Trumbić, Hinković, Vošnjak, Vasiljević, Trinajstić e Potočnjak. Trumbić não recebeu nenhuma informação sobre o que seria discutido, por isso os membros do comitê não estavam preparados e, em vez disso, conversaram com Pašić individualmente. Trumbić priorizou receber garantias de que a Croácia não seria deixada na Áustria-Hungria e que a ocupação italiana da Dalmácia não deveria ocorrer. Ele também se opôs à centralização completa do estado sindical proposto.  A reunião resultou na Declaração de Corfu. Foi um manifesto onde declararam o objetivo comum de unificação dos eslavos do sul em uma monarquia constitucional, democrática e parlamentar liderada pela dinastia governante sérvia Karađorđević. Iugoslávia, o nome preferido do Comitê Iugoslavo para o país unificado, foi rejeitado e a maior parte das questões constitucionais foram deixadas para serem decididas mais tarde, já que Trumbić sentiu que era necessário algum acordo para conter a expansão italiana. 

## Conflito Pašić-Trumbić

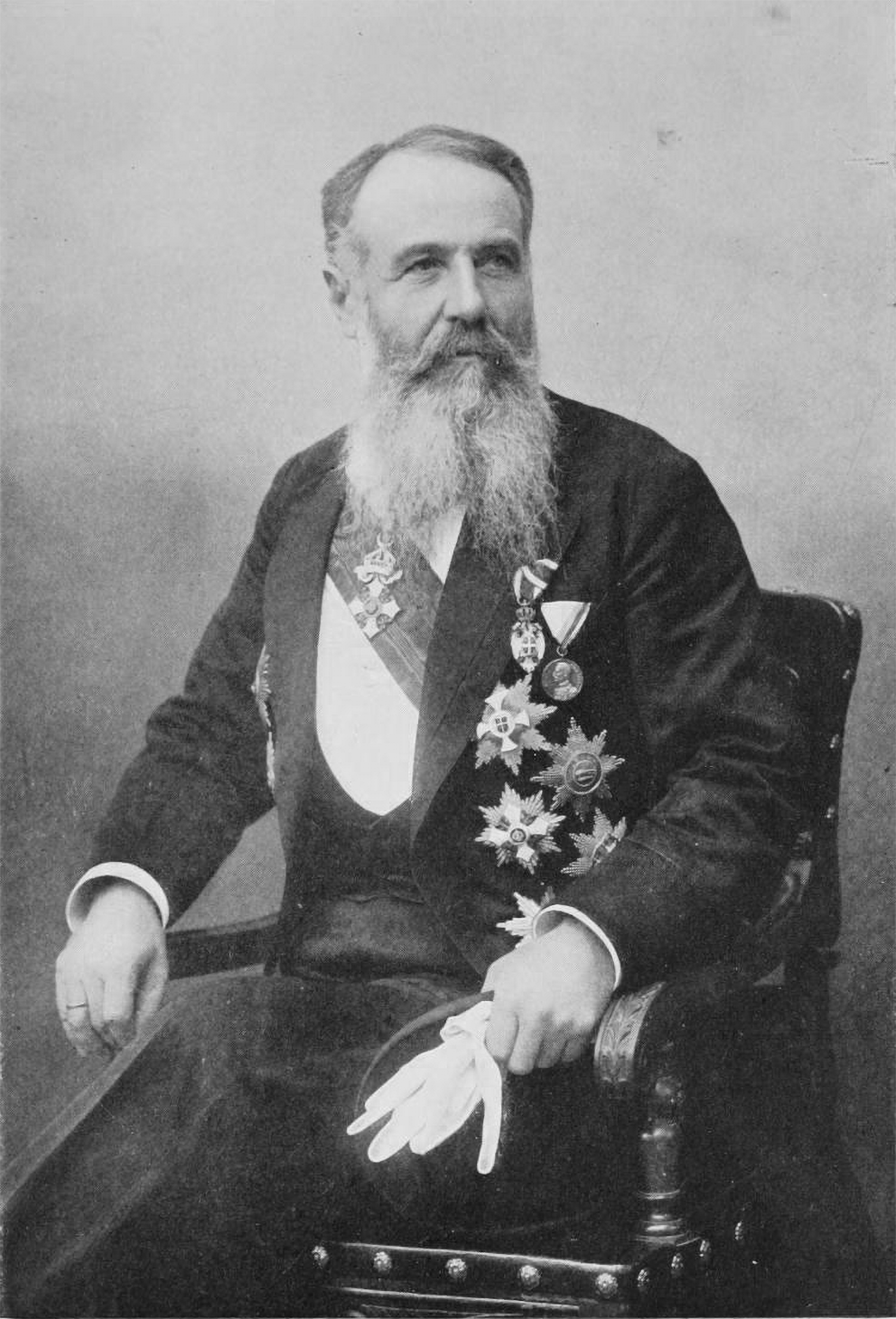
Nikola Pašić liderou o governo da Sérvia durante a Primeira Guerra Mundial

As relações entre Pašić e Trumbić deterioraram-se ao longo de 1918, pois discordavam abertamente em várias questões defendidas por Trumbić, incluindo a questão do reconhecimento dos sérvios, croatas e eslovenos que viviam na Áustria-Hungria como povos aliados, o reconhecimento do Comitê Iugoslavo como representante da esses povos e o Corpo de Voluntários Sérvios, Croatas e Eslovenos (anteriormente chamado de Primeira Divisão de Voluntários Sérvios) como uma força aliada formada por sérvios, croatas e eslovenos que viviam na Áustria-Hungria. Depois de ser negado por Pašić, Trumbić foi autorizado pelo Comitê Iugoslavo a contornar Pašić e apresentar diretamente essas demandas às Potências da Entente.  O governo sérvio negou qualquer agência ao Comitê Iugoslavo, alegando que só ele representava todos os eslavos do sul, incluindo aqueles que viviam na Áustria-Hungria. 
Pašić solicitou às Potências da Entente que emitisse uma declaração reconhecendo à Sérvia o direito de libertar e unificar territórios com a Sérvia, mas não teve sucesso. Ele afirmou que a Iugoslávia seria absorvida pela Sérvia e não o contrário, e que a Sérvia estava travando uma guerra principalmente para libertar os sérvios, e que foi Pašić quem criou o Comitê Iugoslavo. Ele rejeitou a afirmação de Trumbić de que apenas um terço da população da futura união vivia na Sérvia e que a Declaração de Corfu exigia dois parceiros, dizendo que a declaração era apenas para estrangeiros e não era mais válida. Os governos francês e britânico recusaram dois pedidos sérvios de autoridade para anexar terras austro-húngaras eslavas do sul e o secretário de relações exteriores britânico, Arthur Balfour, manteve a Declaração de Corfu como um acordo de parceiros, exigindo que Pašić alinhasse os seus pontos de vista com os do Comitê Iugoslavo.  Por outro lado, as Potências da Entente decidiram contra o reconhecimento do Comitê Iugoslavo como órgão aliado em linha com os desejos da Sérvia, informando ao comitê que teria de chegar a um acordo com Pašić. 
A potencial preservação da Áustria-Hungria também causou atritos entre Trumbić e Pašić.  As Potências da Entente continuaram a buscar separadamente a paz com a Áustria-Hungria até o início de 1918,  independentemente da Declaração de Corfu. Em janeiro de 1918, o primeiro-ministro do Reino Unido David Lloyd George confirmou o seu apoio à sobrevivência da Áustria-Hungria. No seu discurso dos Quatorze Pontos, Wilson concordou, ao defender a autonomia dos povos da Áustria-Hungria.  Em outubro, Lloyd George discutiu a potencial preservação de uma Áustria-Hungria reformada com Pašić, observando que a Sérvia poderia anexar quaisquer áreas ocupadas pelo Exército Real Sérvio ocupadas antes de um armistício.  Em troca, Trumbić pediu a Wilson que enviasse tropas dos EUA para a Croácia-Eslavônia para reprimir a desordem associada aos Quadros Verdes, e conter a maré do bolchevismo, e para não permitir a entrada de tropas italianas ou sérvias no território, mas não teve sucesso. 

## Declaração de Genebra

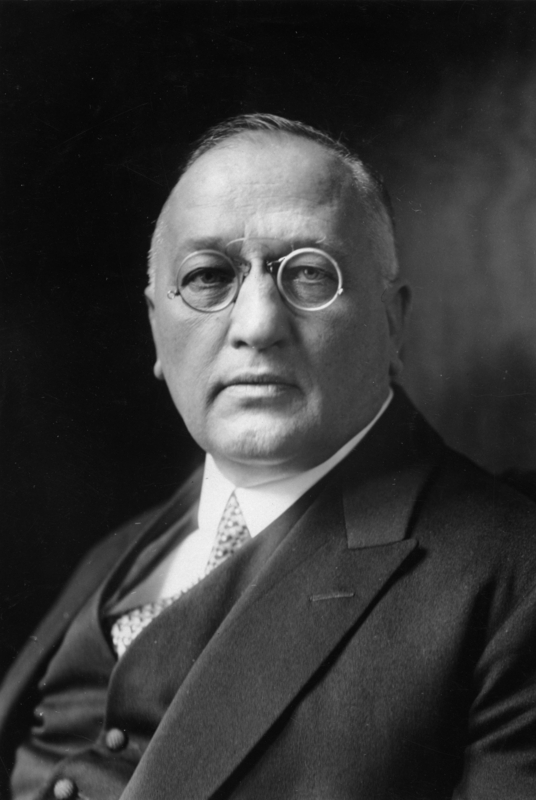
Anton Korošec representou o Conselho Nacional dos Eslovenos, Croatas e Sérvios na conferência de Genebra

No processo de dissolução da Áustria-Hungria, após a derrota militar da monarquia em 1918, o Estado dos Eslovenos, Croatas e Sérvios foi proclamado nas terras habitadas pelos eslavos do Sul do antigo império. O estado era governado pelo Conselho Nacional dominado pela Coligação Croata-Sérvia,  e autorizou o Comitê Iugoslavo  a falar em nome do Conselho nas relações internacionais.  No final de outubro de 1918, o Sabor croata declarou o fim dos laços com a Áustria-Hungria e elegeu o presidente do Conselho Nacional, o político esloveno Anton Korošec, o presidente do Estado dos Eslovenos, Croatas e Sérvios. 
Trumbić e Pašić reuniram-se novamente em Novembro em Genebra, acompanhados por Korošec e representantes dos partidos da oposição sérvios, para discutir a unificação. Na conferência, Pašić ficou isolado e, em última análise, obrigado a reconhecer o Conselho Nacional como um parceiro igual ao governo sérvio. Trumbić obteve o acordo de outros participantes da conferência sobre o estabelecimento de um governo comum, onde o Conselho Nacional e o governo da Sérvia nomeariam um número igual de ministros para governar um estado confederal comum.  Pašić só consentiu depois de receber uma mensagem do Presidente da França, Raymond Poincaré, de que desejava que Pašić chegasse a um acordo com os representantes do Conselho Nacional.  Em troca, o Conselho Nacional e o Comitê Iugoslavo concordaram com uma unificação rápida e assinaram a Declaração de Genebra. 
Uma semana depois, porém, instigado por Pašić, o governo sérvio renunciou à Declaração, queixando-se de que limitava a soberania sérvia às suas fronteiras anteriores à guerra. Vice-presidente do Conselho Nacional, o político sérvio croata Svetozar Pribičević apoiou o repúdio ao Acordo de Genebra e conseguiu influenciar o Conselho Nacional contra a posição negociada por Trumbić. Pribičević convenceu os membros do Conselho a prosseguir com a unificação e que os detalhes poderiam ser acertados posteriormente. 

## Consequências

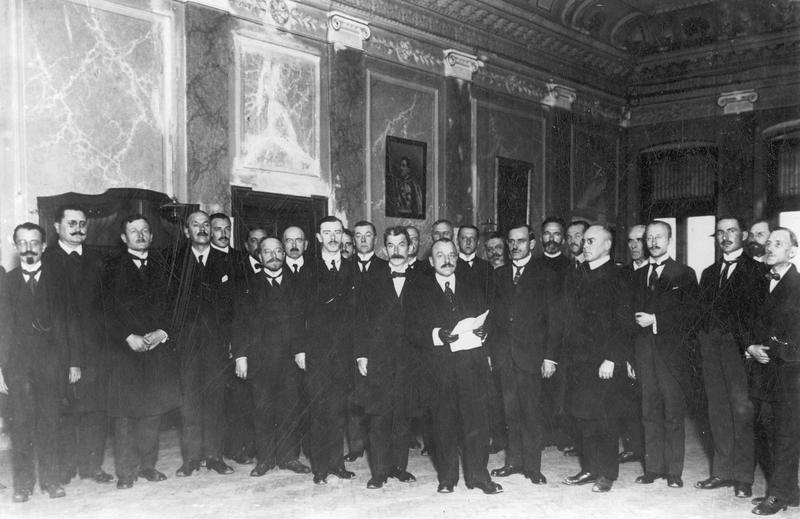
Delegação do Conselho Nacional do Estado dos Eslovenos, Croatas e Sérvios recebida pelo Príncipe Regente Alexandre em 1 de dezembro de 1918

Confrontado com a agitação civil e uma suposta conspiração de golpe de estado, o Conselho Nacional solicitou a ajuda do Exército Sérvio para reprimir a violência. Ao mesmo tempo, o conselho esperava que a medida fizesse com que o exército italiano parasse o seu avanço a partir do oeste, onde tinha tomado Rijeka e se aproximava de Liubliana.  Não tendo meios legais para impedir o avanço italiano autorizado pelas Potências da Entente, nem tendo forças suficientes para o deter, o Conselho Nacional temia que a presença italiana na costa oriental do Adriático se tornasse permanente.  Pressionado pelas ameaças combinadas, o Conselho Nacional despachou uma delegação ao Príncipe Regente Alexandre para organizar uma unificação urgente numa federação. A delegação ignorou as instruções ao dirigir-se ao Príncipe Regente, omitindo quaisquer termos de unificação. O Príncipe Regente aceitou a oferta em nome de Pedro I da Sérvia,  e o Reino dos Sérvios, Croatas e Eslovenos (posteriormente renomeado Iugoslávia) foi estabelecido sem qualquer acordo sobre as condições da união.  Mate Drinković, membro da delegação, informou Trumbić numa carta que a unificação foi proclamada sob tais condições, alegando que o contrário era impossível. 
Trumbić nomeou Trinajstić como seu substituto no comando do Comitê Iugoslavo no início de 1919. O recém-nomeado primeiro-ministro do Reino dos Sérvios, Croatas e Eslovenos, Stojan Protić, instruiu o Comitê Iugoslavo a se dissolver. No dia 12 de fevereiro, Trinajstić convocou uma reunião, com a presença de Trumbić, onde a maioria dos membros da comissão decidiu não dissolver o órgão, apesar das instruções de Protić. No entanto, o Comitê Iugoslavo deixou de existir em março de 1919. 
A historiadora tcheca Milada Paulová escreveu um livro examinando a relação entre o Comitê Iugoslavo e o governo sérvio, e sua tradução foi publicada em 1925. Ela destacou que o comitê teve que lutar por uma posição de igualdade, enquanto as ações de Pašić eram guiadas pelo nacionalismo sérvio. O trabalho de Paulová teve um impacto na historiografia iugoslava, especialmente na eslovena e na croata, e contribuiu para o debate do período entreguerras sobre os níveis de iugoslavismo defendidos pelo Comitê Iugoslavo e pelo governo Pašić. Na Iugoslávia Comunista, o trabalho do Comitê Iugoslavo começou a ser reexaminado a partir do final da década de 1950 - e os resultados exibiram as primeiras divergências do pós-guerra entre as historiografias croata e sérvia. Especificamente, no congresso de 1961 da união de historiadores em Ljubljana, Franjo Tuđman argumentou que o governo sérvio aspirava à hegemonia e criticou o colega historiador Jovan Marjanović, que afirmou o contrário. Em 1965, a Academia Iugoslava de Ciências e Artes, com sede em Zagreb, publicou um livro enfatizando a contribuição do Comitê Iugoslavo para a criação da Iugoslávia. 